# Денниг, Констанция
Констанция Денниг (нем. Constanze Dennig; род. 14 марта 1954 года, Линц) — австрийский психиатр и невропатолог, доктор медицины, автор, режиссёр и театральный продюсер.

## Биография
Родилась в Линце в Австрии 14 марта 1954 года.
Изучала в Вене медицину и работала психиатром и неврологом в больнице Вагнер-Яурегга в Линце. Занималась театральными работами с психиатрическими пациентами (психодрама, танцевально-двигательная терапия). В 1983 году переехала в Грац, где вышла замуж и родила двух детей. В Граце открыла врачебную практику.
В конце 2007 года создала вместе с театральным педагогом Edith Zeier-Draxl театр Theater am Lend в Граце. Делает куклы для своих постановок.

## Произведения

### Книги
- 2002 Die rote Engelin, Eros, Omam und ich
- 2004 «Поцелуи клона»  (Klonküsse), роман
- 2007 Homo touristicus
- 2014 Abgetaucht
- 2015 Eingespritzt

### Театральные произведения
- 2002 Wie geht´s dir mit mir?
- 2003 Exstasy Rave
- 2003 Valse triste
- 2004 Himmel über Bagdad
- 2004 Demokratie
- 2004 Am Hund
- 2005 Schlussapplaus für Oskar W.
- 2006 «Фантомные боли» (Two Hands... Phantomschmerz)
- 2007 «Живот напрокат» (Bauch zur Miete)
- 2008 «Любимый ребёнок из колбы» (Geliebtes Eierschalenkind)
- 2011 Klassische Liebesschnipsel
- Urlaub mit Frau Mann
- Cafe de ja veu
- Verhüllte Ermittlungen

## Постановки на русском языке
Олег Меньшиков поставил спектакль «Счастливчики» по пьесе Extasy rave в переводе и сценической редакции Валерия Печейкина в Театре Ермоловой. Премьера состоялась в 2016 году.

## Награды
- 2006 Elder Abuse Awareness Award
- 2006 Minna Kautsky Literaturpreis (Platz 3)
- 2007 Minna Kautsky Literaturpreis (Platz 2)